# Никитин, Геннадий Андреевич
Геннадий Андреевич Никитин (18 февраля 1906, Царицын, Саратовская губерния, Российская империя — 29 декабря 1960, Москва, СССР) — советский военный деятель и ученый, член-корреспондент Академии артиллерийских наук (14.04.1947), доктор технических наук (1946), профессор (1946), инженер-полковник (1947).

## Биография
Родился 18 февраля 1906 года в Царицыне, ныне город Волгоград. Русский. В феврале-апреле 1919 года — рассыльный, с февраля 1920 года — переписчик Царицынского лесного заводоуправления. С октября 1920 года — переписчик Царицынского губернского лесного комитета. С января 1922 года — рабочий и счетчик леса Всероссийского колесного завода. В 1924—1928 гг. был безработным, состоял на учёте биржи труда. С 1928 года — студент физико-математического факультета Ленинградского государственного университета.
После окончания 2-го курса университета в сентябре 1930 года добровольно вступил в Красную армию: слушатель 3-го	курса факультета приборов управления артиллерийским огнем Военно-технической академии РККА им. Ф. Э. Дзержинского. С ноября 1932 года — адъюнкт кафедры приборов управления артиллерийским огнем Артиллерийской академии РККА им. Ф. Э. Дзержинского. С января 1934 года — старший инженер лаборатории военных приборов, с марта 1935 года — начальник отдела акустики, с февраля 1937 года — начальник акустического отделения лаборатории акустических приборов, с августа 1938 года — доцент кафедры акустических приборов, с апреля 1943 года — старший преподаватель кафедры акустических приборов Артиллерийской академии им. Ф. Э. Дзержинского. С апреля 1946 года — старший преподаватель кафедры артиллерийских приборов, с июня 1948 года — начальник кафедры физики Артиллерийской академии им. Ф. Э. Дзержинского и по совместительству в октябре 1949 — апреле 1955 года — старший научный сотрудник Научно-исследовательского института № 5 Академии артиллерийских наук. В апреле 1956 года инженер-полковник Никитин уволен в отставку по болезни.
Видный специалист в области артиллерийских звукометрических приборов. Тема диссертации на соискание ученой степени кандидат технических наук: «Теория и расчет звукоприемников для звукометрических станций». Тема докторской диссертации «Распространение акустических и ударных волн в атмосфере в особых случаях». Автор более 50 научных работ и изобретений по артиллерийским военным приборам и радиолокации. Ученик Н. Я. Головина. Наиболее крупные «Звукоулавливатели и зенитные прожекторы», «Основы расчета звукометрической аппаратуры», «Теория распространения акустических и ударных волн в реальной атмосфере».
Умер 29 декабря 1960 года. Похоронен в Москве на Ваганьковском кладбище.

## Награды
- орден Ленина (30.12.1956)[4][5]
- орден Красного Знамени (15.11.1950)[4][5]
- два ордена Красной Звезды (06.11.1945[6][5], 17.11.1945[7])
  - медали в том числе:
  - «За боевые заслуги» (03.11.1944)[8][5]
  - «За оборону Москвы» (1944)[4]
  - «За победу над Германией в Великой Отечественной войне 1941—1945 гг.» (1945)[4]

## Труды
- Звукометрия: Учебник для артиллерийских училищ. М.: Оборонгиз, 1938 (соавторы Апарин А. А., Михайловский А. В., Сластенов Н. П.);
- Развертывание и ориентировка звукоулавливателей. Краткое описание. М.: Артакадемия, 1942. 19 с.;
- Звукоулавливатели и зенитные прожекторы. Самарканд: Артакадемия, 1944. 160 с.;
- Основания устройства звукометрической аппаратуры. М.: Артакадемия им. Дзержинского, 1947;
- Основы расчета звукометрической аппаратуры. М.: Артакадемия, 1947;
- Теория распространения акустических и ударных волн в реальной атмосфере. М.: Артакадемия, 1948. 370 с.;
- Основы теории звуковой разведки: Уч. пособие. М.: ВА им. Дзержинского, 1952. 272 с.;
- Применение радиолокаторов с наклонными характеристиками направленности в наземной артиллерии // Известия ААН. 1948. Вып. 1;
- Эволюция средств инструментального разведывания артиллерии за годы второй мировой войны // Сборник докладов ААН. 1948. Вып. II;
- Учёт искривления звуковых лучей в звукометрии // Известия ААН. 1949. Вып. 9. С. 43-76;
- Изменение формы импульса дульных и баллистических волн // Сборник докладов ААН. 1949. Вып. V;
- Исследование сил трения плунжерных пар (к расчету гидросистем самолётов) // Известия высших учебных заведений. Авиационная техника. 1960. № 1. С. 3-11 (соавтор Башта Т. М.).